# Cyrtoneurina crispaseta
Cyrtoneurina crispaseta är en tvåvingeart som beskrevs av John Otterbein Snyder 1954. Cyrtoneurina crispaseta ingår i släktet Cyrtoneurina och familjen husflugor. Inga underarter finns listade i Catalogue of Life.